# Pavelló nacional
Es denomina Pavelló nacional (o bandera de popa) la bandera que indica nacionalitat en els vaixells.
Poden englobar-se en quatre categories:
- Pavelló civil. Pavelló que arboren les embarcacions civils. També se sol denominar bandera mercant.
- Pavelló naval, o de combat, anomenat, més pròpiament, ensenya. Pavelló que arboren les embarcacions de l'armada.
- Pavelló institucional. Pavelló que arboren les embarcacions del govern o l'administració.
- Pavelló especial. Es tracta de pavellons amb legislació específica, i que varien molt d'unes nacions a unes altres. A Espanya, per exemple, hi ha pavellons especials per a embarcacions de correus, de sanitat, d'Hisenda i d'esbarjo. Alguns països inclouen pavellons especials per a embarcacions d'esbarjo específics per als socis de certs clubs nàutics.

## Exemples
| Pavelló civil d'Itàlia       | Pavelló institucional d'Itàlia     | Pavelló naval d'Itàlia       |
| Pavelló civil del Regne Unit | Pavelló institucional de Noruega   | Pavelló naval del Regne Unit |
| Pavelló civil de Luxemburg   | Pavelló institucional de Dinamarca | Pavelló naval del Japó       |